# Mistrzostwa Niemiec w skokach narciarskich
Mistrzostwa Niemiec w skokach narciarskich – zawody wyłaniające najlepszych zawodników uprawiających skoki narciarskie w Niemczech.
Impreza odbywa się od 1901 roku. W latach 1973–1999 konkursy odbywały się na dwóch skoczniach: normalnej i dużej, zaś od 2000 roku zawody są rozgrywane na jednym z tych obiektów (rozmiar skoczni jest zmienny). Od 1986 do programu mistrzostw dołączyły zawody drużynowe mężczyzn, w 2001 roku miała miejsce pierwsza edycja zawodów indywidualnych kobiet, natomiast w 2008 panie rozpoczęły zmagania w konkursie drużynowym.
Obecnie impreza jest rozgrywana w sezonie letnim.

## Mężczyźni, indywidualnie
| Data      | Miejsce                | Złoty medal         | Srebrny medal        | Brązowy medal                  | Źr.                        |
| --------- | ---------------------- | ------------------- | -------------------- | ------------------------------ | -------------------------- |
| 1901      | Feldberg               | Bjarne Nilssen      | Anders Holte / Olsen | Oscar Mayer                    | [ 1 ] [ 2 ] [ 3 ]          |
| 1902      | Feldberg               | Thorleif Bache      | Thorvald Heyerdahl   | Anders Holte                   | [ 1 ] [ 4 ]                |
| 1903      | Feldberg               | Thorvald Heyerdahl  | Oscar Mayer          | Rudolf Biehler                 | [ 1 ] [ 5 ]                |
| 1904      | Feldberg               | Karl Gruber         | Thorleif Aas         | Friedrich Iselin               | [ 1 ] [ 6 ]                |
| 1905–1920 |                        |                     |                      |                                |                            |
| 1924      | Isny                   | Max Kröckel         |                      |                                | [ 7 ]                      |
| 1925–1926 |                        |                     |                      |                                |                            |
| 1927      | Bad Hofgastein         | Rudolf Burkert      |                      |                                | [ 8 ]                      |
| 1928      |                        |                     |                      |                                |                            |
| 1929      | Klingenthal            | Gustav Müller       |                      |                                | [ 9 ]                      |
| 1930–1932 |                        |                     |                      |                                |                            |
| 1933      | Baiersbronn            | Max Fischer         |                      |                                | [ 10 ]                     |
| 1934–1937 |                        |                     |                      |                                |                            |
| 1938      | Feldberg               | Franz Haslberger    |                      |                                | [ 1 ] [ 11 ]               |
| 1939      | Oberhof                | Josef Bradl         |                      |                                | [ 1 ] [ 12 ]               |
| 1940      | Ruhpolding             | Hans Wein           |                      |                                | [ 1 ] [ 13 ]               |
| 1941      | Szpindlerowy Młyn      | Josef Bradl         |                      |                                | [ 1 ] [ 14 ]               |
| 1942–1948 |                        |                     |                      |                                |                            |
| 1949      | Isny                   | Toni Brutscher      | Julius Gastaldo      | Rudi Gering                    | [ 1 ] [ 15 ]               |
| 1950      | Reit im Winkl          | Josef Weiler        | Ewald Roscher        | Toni Brutscher                 | [ 1 ] [ 16 ] [ 17 ]        |
| 1951      | Titisee-Neustadt       | Sepp Kleisl         | Franz Eder           | Josef Weiler                   | [ 1 ] [ 18 ] [ 19 ]        |
| 1952      | Braunlage              | Sepp Kleisl         | Toni Brutscher       | Franz Dengg                    | [ 1 ] [ 20 ] [ 21 ] [ 22 ] |
| 1953      | Baiersbronn            | Sepp Hohenleitner   | Franz Dengg          | Toni Landenhammer              | [ 1 ] [ 23 ] [ 24 ]        |
| 1954      | Oberaudorf             | Franz Eder          | Toni Brutscher       | Sepp Kleisl                    | [ 1 ] [ 25 ] [ 26 ]        |
| 1955      |                        | Toni Brutscher      |                      |                                | [ 1 ]                      |
| 1956      |                        | Max Bolkart         |                      |                                | [ 1 ]                      |
| 1957      |                        | Max Bolkart         |                      |                                | [ 1 ]                      |
| 1958      |                        | Max Bolkart         |                      |                                | [ 1 ]                      |
| 1959      |                        | Ewald Roscher       |                      |                                | [ 1 ]                      |
| 1960      |                        | Georg Thoma         |                      |                                | [ 1 ]                      |
| 1961      |                        | Georg Thoma         |                      |                                | [ 1 ]                      |
| 1962      |                        | Helmut Wegscheider  |                      |                                | [ 1 ]                      |
| 1963      |                        | Georg Thoma         |                      |                                | [ 1 ]                      |
| 1964      |                        | Max Bolkart         |                      |                                | [ 1 ]                      |
| 1965      |                        | Heinz Ihle          |                      |                                | [ 1 ]                      |
| 1966      |                        | Franz Keller        |                      |                                | [ 1 ]                      |
| 1967      |                        | Walter Schüller     |                      |                                | [ 1 ]                      |
| 1968      |                        | Günter Göllner      |                      |                                | [ 1 ]                      |
| 1969      |                        | Alfred Grosche      |                      |                                | [ 1 ]                      |
| 1970      |                        | Walter Lampe        |                      |                                | [ 1 ]                      |
| 1971      |                        | Ernst Wursthorn     |                      |                                | [ 1 ]                      |
| 1972      |                        | Ernst Wursthorn     |                      |                                | [ 1 ]                      |
| 2000      | Oberstdorf             | Sven Hannawald      | Christof Duffner     | Frank Löffler                  | [ 1 ] [ 27 ]               |
| 2001      | Oberhof                | Martin Schmitt      | Christof Duffner     | Michael Uhrmann                | [ 1 ] [ 28 ]               |
| 2002      | Winterberg             | Frank Löffler       | Georg Späth          | Alexander Herr                 | [ 1 ] [ 29 ]               |
| 2003      | Oberwiesenthal         | Stefan Pieper       | Sven Hannawald       | Frank Löffler Michael Uhrmann  | [ 1 ] [ 30 ]               |
| 2004      | Oberstdorf             | Alexander Herr      | Michael Neumayer     | Georg Späth                    | [ 31 ]                     |
| 2005      | Hinterzarten           | Georg Späth         | Michael Uhrmann      | Michael Neumayer               | [ 32 ]                     |
| 2006      | Oberhof                | Michael Uhrmann     | Nico Faller          | Andreas Wank                   | [ 33 ]                     |
| 2007      | Winterberg             | Stephan Hocke       | Julian Musiol        | Martin Schmitt Kevin Horlacher | [ 34 ]                     |
| 2008      | Klingenthal            | Pascal Bodmer       | Georg Späth          | Michael Uhrmann                | [ 35 ]                     |
| 2009      | Garmisch-Partenkirchen | Andreas Wank        | Michael Neumayer     | Michael Uhrmann                | [ 36 ]                     |
| 2010      | Oberhof                | Michael Uhrmann     | Michael Neumayer     | Martin Schmitt                 | [ 37 ]                     |
| 2011      | Hinterzarten           | Severin Freund      | Richard Freitag      | Andreas Wank                   | [ 38 ]                     |
| 2012      | Klingenthal            | Severin Freund      | Andreas Wank         | Richard Freitag                | [ 39 ]                     |
| 2013      | Oberstdorf             | Marinus Kraus       | Karl Geiger          | Severin Freund                 | [ 40 ] [ 41 ]              |
| 2014      | Hinterzarten           | Richard Freitag     | Andreas Wank         | Karl Geiger                    | [ 42 ] [ 43 ]              |
| 2015      | Garmisch-Partenkirchen | Severin Freund      | Andreas Wellinger    | Andreas Wank                   | [ 44 ] [ 45 ]              |
| 2016      | Oberhof                | David Siegel        | Andreas Wellinger    | Richard Freitag                | [ 46 ] [ 47 ]              |
| 2017      | Oberwiesenthal         | Andreas Wellinger   | Karl Geiger          | Fabian Seidl                   | [ 48 ] [ 49 ]              |
| 2018      | Hinterzarten           | David Siegel        | Stephan Leyhe        | Moritz Baer                    | [ 50 ] [ 51 ]              |
| 2019      | Klingenthal            | Karl Geiger         | Markus Eisenbichler  | Richard Freitag                | [ 52 ] [ 53 ]              |
| 2020      | Oberstdorf             | Markus Eisenbichler | Martin Hamann        | Karl Geiger                    | [ 54 ] [ 55 ]              |
| 2021      | Oberhof                | Karl Geiger         | Stephan Leyhe        | Constantin Schmid              | [ 56 ] [ 57 ]              |
| 2022      | Hinterzarten           | Andreas Wellinger   | Markus Eisenbichler  | Karl Geiger                    | [ 58 ] [ 59 ]              |
| 2023      | Klingenthal            | Martin Hamann       | Stephan Leyhe        | Philipp Raimund                | [ 60 ] [ 61 ]              |
| 2024      | Garmisch-Partenkirchen | Andreas Wellinger   | Karl Geiger          | Pius Paschke                   | [ 62 ]                     |

## Mężczyźni, skocznia normalna
| Data | Miejsce               | Złoty medal           | Srebrny medal         | Brązowy medal         | Źr.                   |
| ---- | --------------------- | --------------------- | --------------------- | --------------------- | --------------------- |
| 1973 | Schonach              | Rudi Tusch            |                       |                       | [ 63 ] [ 1 ]          |
| 1974 |                       | Peter Dubb            |                       |                       | [ 1 ]                 |
| 1975 |                       | Alfred Grosche        |                       |                       | [ 1 ]                 |
| 1976 |                       | Peter Leitner         |                       |                       | [ 1 ]                 |
| 1977 |                       | Alfred Grosche        |                       |                       | [ 1 ]                 |
| 1978 |                       | Peter Leitner         |                       |                       | [ 1 ]                 |
| 1979 |                       | Hubert Schwarz        |                       |                       | [ 1 ]                 |
| 1980 |                       | Peter Leitner         |                       |                       | [ 1 ]                 |
| 1981 |                       | Hubert Schwarz        |                       |                       | [ 1 ]                 |
| 1982 |                       | Joachim Ernst         |                       |                       | [ 1 ]                 |
| 1983 |                       | Andreas Bauer         |                       |                       | [ 1 ]                 |
| 1984 |                       | Andreas Bauer         |                       |                       | [ 1 ]                 |
| 1985 | Braunlage             | Uli Boll              |                       |                       | [ 1 ] [ 22 ]          |
| 1986 |                       | Andreas Bauer         | Rolf Schilli          | Peter Rohwein         | [ 1 ]                 |
| 1987 |                       | Andreas Bauer         | Peter Rohwein         | Dieter Thoma          | [ 1 ]                 |
| 1988 |                       | Thomas Klauser        | Dieter Thoma          | Josef Heumann         | [ 1 ]                 |
| 1989 |                       | Josef Heumann         | Dieter Thoma          | Andreas Bauer         | [ 1 ]                 |
| 1990 |                       | Josef Heumann         | Thomas Klauser        | Robert Leonhard       | [ 1 ]                 |
| 1991 |                       | Jens Weißflog         | Heiko Hunger          | André Kiesewetter     | [ 1 ]                 |
| 1992 |                       | Ralf Gebstedt         | Dieter Thoma          | Roland Braun          | [ 1 ]                 |
| 1993 |                       | Jens Weißflog         | Ralf Gebstedt         | Gerd Siegmund         | [ 1 ]                 |
| 1994 |                       | Jens Weißflog         | Gerd Siegmund         | Ralf Gebstedt         | [ 1 ]                 |
| 1995 | Zawodów nie rozegrano | Zawodów nie rozegrano | Zawodów nie rozegrano | Zawodów nie rozegrano | Zawodów nie rozegrano |
| 1996 |                       | Ralf Gebstedt         | Gerd Siegmund         | Hansjörg Jäkle        | [ 1 ]                 |
| 1997 |                       | Dieter Thoma          | Gerd Siegmund         | Hansjörg Jäkle        | [ 1 ]                 |
| 1998 |                       | Hansjörg Jäkle        | Dieter Thoma          | Michael Wagner        | [ 1 ]                 |
| 1999 |                       | Gerd Siegmund         | Christof Duffner      | Jens Deimel           | [ 1 ]                 |

## Mężczyźni, skocznia duża
| Data | Miejsce          | Złoty medal       | Srebrny medal    | Brązowy medal      | Źr.          |
| ---- | ---------------- | ----------------- | ---------------- | ------------------ | ------------ |
| 1973 | Titisee-Neustadt | Alfred Grosche    |                  |                    | [ 63 ] [ 1 ] |
| 1974 |                  | Alfred Grosche    |                  |                    | [ 1 ]        |
| 1975 |                  | Alfred Grosche    |                  |                    | [ 1 ]        |
| 1976 |                  | Peter Leitner     |                  |                    | [ 1 ]        |
| 1977 |                  | Alfred Grosche    |                  |                    | [ 1 ]        |
| 1978 |                  | Peter Leitner     |                  |                    | [ 1 ]        |
| 1979 |                  | Peter Leitner     |                  |                    | [ 1 ]        |
| 1980 |                  | Thomas Klauser    |                  |                    | [ 1 ]        |
| 1981 |                  | Thomas Klauser    |                  |                    | [ 1 ]        |
| 1982 |                  | Andreas Bauer     |                  |                    | [ 1 ]        |
| 1982 |                  | Andreas Bauer     |                  |                    | [ 1 ]        |
| 1983 |                  | Andreas Bauer     |                  |                    | [ 1 ]        |
| 1984 |                  | Peter Rohwein     |                  |                    | [ 1 ]        |
| 1985 | Braunlage        | Thomas Klauser    |                  |                    | [ 1 ] [ 22 ] |
| 1986 |                  | Thomas Klauser    | Wolfgang Steiert | Rolf Schilli       | [ 1 ]        |
| 1987 |                  | Dieter Thoma      | Rolf Schilli     | Lorenz Wegscheider | [ 1 ]        |
| 1988 |                  | Thomas Klauser    | Andreas Bauer    | Robert Leonhard    | [ 1 ]        |
| 1989 |                  | Dieter Thoma      | Josef Heumann    | Andreas Bauer      | [ 1 ]        |
| 1990 |                  | Josef Heumann     | Thomas Klauser   | Timo Wangler       | [ 1 ]        |
| 1991 |                  | André Kiesewetter | Jens Weißflog    | Christof Duffner   | [ 1 ]        |
| 1992 |                  | Ralf Gebstedt     | Andreas Scherer  | Christof Duffner   | [ 1 ]        |
| 1993 |                  | Dieter Thoma      | Christof Duffner | Andreas Scherer    | [ 1 ]        |
| 1994 |                  | Jens Weißflog     | Ralf Gebstedt    | Ronny Hornschuh    | [ 1 ]        |
| 1995 |                  | Jens Weißflog     | Dieter Thoma     | Hansjörg Jäkle     | [ 1 ]        |
| 1996 |                  | Gerd Siegmund     | Alexander Müller | Ralf Gebstedt      | [ 1 ]        |
| 1997 |                  | Dieter Thoma      | Ronny Hornschuh  | Martin Schmitt     | [ 1 ]        |
| 1998 |                  | Sven Hannawald    | Dieter Thoma     | Gerd Siegmund      | [ 1 ]        |
| 1999 | Hinterzarten     | Sven Hannawald    | Martin Schmitt   | Frank Löffler      | [ 1 ] [ 64 ] |

## Mężczyźni, drużynowo
| Data | Miejsce                | Złoty medal                                                                          | Srebrny medal                                                                            | Brązowy medal                                                                               | Źr.                   |
| ---- | ---------------------- | ------------------------------------------------------------------------------------ | ---------------------------------------------------------------------------------------- | ------------------------------------------------------------------------------------------- | --------------------- |
| 1986 |                        | Bawaria I                                                                            | Schwarzwald I                                                                            | Bawaria II                                                                                  | [ 1 ]                 |
| 1987 |                        | Bawaria I Josef Heumann Lorenz Wegscheider Thomas Klauser Andreas Bauer              | Schwarzwald I                                                                            | Bawaria II                                                                                  | [ 1 ]                 |
| 1988 |                        | Bawaria I Josef Heumann Lorenz Wegscheider Thomas Klauser Andreas Bauer              | Schwarzwald I                                                                            | Bawaria II                                                                                  | [ 1 ]                 |
| 1989 |                        | Bawaria I Josef Heumann Thomas Klauser Andreas Bauer                                 | Schwarzwald I                                                                            | Schwarzwald II                                                                              | [ 1 ]                 |
| 1990 |                        | Bawaria I Robert Leonhard Josef Heumann Thomas Klauser Andreas Bauer                 | Schwarzwald I                                                                            | Bawaria II                                                                                  | [ 1 ]                 |
| 1991 |                        | Saksonia                                                                             | Turyngia                                                                                 | Schwarzwald                                                                                 | [ 1 ]                 |
| 1992 |                        | Schwarzwald Dieter Thoma Christof Duffner Andreas Scherer Timo Wangler               | Turyngia                                                                                 | Bawaria                                                                                     | [ 1 ]                 |
| 1993 |                        | Schwarzwald Dieter Thoma Christof Duffner Andreas Scherer Sven Hannawald             | Schwarzwald II Alexander Herr Hans-Peter Pohl Hansjörg Jäkle Jürgen Winterhalder         | Nadrenia Północna-Westfalia Jens Deimel Thorsten Peis Christoph Winkler Marc Nölke          | [ 1 ]                 |
| 1994 |                        | Turyngia                                                                             |                                                                                          |                                                                                             | [ 1 ]                 |
| 1995 | Zawodów nie rozegrano  | Zawodów nie rozegrano                                                                | Zawodów nie rozegrano                                                                    | Zawodów nie rozegrano                                                                       | Zawodów nie rozegrano |
| 1996 |                        | Badenia-Wirtembergia Hansjörg Jäkle Sven Hannawald Dieter Thoma Christof Duffner     | Turyngia Ralf Gebstedt Ronny Hornschuh Andy Jacob Gerd Siegmund                          | Bawaria Christian Hofreiter Alexander Briest Klaus Allgayer Alexander Müller                | [ 1 ]                 |
| 1997 |                        | Turyngia Ralf Gebstedt Ronny Hornschuh Kai Bracht Gerd Siegmund                      | Badenia-Wirtembergia Hansjörg Jäkle Martin Schmitt Dieter Thoma Christof Duffner         | Saksonia I Rico Meinel Frank Reichel Olaf Hegenbarth Michael Schreiber                      | [ 1 ]                 |
| 1998 |                        | Badenia-Wirtembergia I Hansjörg Jäkle Martin Schmitt Dieter Thoma Sven Hannawald     | Badenia-Wirtembergia II Mathias Witter Benjamin Hauber Christof Duffner Alexander Herr   | Turyngia Ralf Gebstedt Ronny Hornschuh Kai Bracht Gerd Siegmund                             | [ 1 ]                 |
| 1999 |                        |                                                                                      |                                                                                          |                                                                                             |                       |
| 2000 |                        | Bawaria I Gerd Audenrieth Georg Späth Michael Uhrmann Frank Löffler                  | Badenia-Wirtembergia Hansjörg Jäkle Martin Schmitt Christof Duffner Sven Hannawald       | Bawaria II Michael Neumayer Hans Petrat Uli Basler Kai Bracht                               | [ 1 ]                 |
| 2001 |                        | Badenia-Wirtembergia I Martin Schmitt Sven Hannawald Christof Duffner Hansjörg Jäkle | Bawaria II Ferdinand Bader Hans Petrat Michael Wagner Kai Bracht                         | Bawaria I Gerd Audenrieth Michael Neumayer Michael Uhrmann Georg Späth                      | [ 1 ]                 |
| 2002 |                        | Bawaria I Michael Neumayer Frank Löffler Michael Uhrmann Georg Späth                 | Turyngia I Andreas Wank Mario Kürschner Jörg Ritzerfeld Stephan Hocke                    | Badenia-Wirtembergia I Michael Möllinger Maximilian Mechler Christof Duffner Alexander Herr | [ 1 ]                 |
| 2003 |                        | Bawaria Kai Bracht Georg Späth Frank Löffler Michael Uhrmann                         | Turyngia Mario Kürschner Julian Musiol Jörg Ritzerfeld Stephan Hocke                     | Badenia-Wirtembergia Alexander Herr Martin Schmitt Maximilian Mechler Sven Hannawald        | [ 1 ]                 |
| 2004 | Oberstdorf             | Bawaria I Michael Neumayer Kai Bracht Michael Uhrmann Georg Späth                    | Badenia-Wirtembergia I Alexander Herr Daniel Klausmann Maximilian Mechler Martin Schmitt | Turyngia I Julian Musiol Christian Bruder Jörg Ritzerfeld Stephan Hocke                     | [ 65 ]                |
| 2005 | Hinterzarten           | Bawaria I Michael Neumayer Ferdinand Bader Michael Uhrmann Georg Späth               | Turyngia I Christian Bruder Andreas Wank Jörg Ritzerfeld Stephan Hocke                   | Badenia-Wirtembergia I Georg Hettich Nico Faller Patrick Bodmer Martin Schmitt              | [ 66 ] [ 67 ]         |
| 2006 | Oberhof                | Bawaria I Michael Neumayer Georg Späth Tobias Bogner Michael Uhrmann                 | Badenia-Wirtembergia I Martin Schmitt Pascal Bodmer Christian Ulmer Nico Faller          | Turyngia I Julian Musiol Stephan Hocke Jörg Ritzerfeld Andreas Wank                         | [ 68 ]                |
| 2007 | Winterberg             | Turyngia I Julian Musiol Jörg Ritzerfeld Andreas Wank Stephan Hocke                  | Bawaria I Severin Freund Felix Schoft Tobias Bogner Georg Späth                          | Badenia-Wirtembergia I Pascal Bodmer Maximilian Mechler Kevin Horlacher Martin Schmitt      | [ 69 ]                |
| 2008 | Klingenthal            | Bawaria I Felix Schoft Michael Neumayer Georg Späth Michael Uhrmann                  | Badenia-Wirtembergia I Martin Schmitt Nico Faller Maximilian Mechler Pascal Bodmer       | Badenia-Wirtembergia II Benedikt Wider Jan Mayländer Andre Wesch Christian Ulmer            | [ 70 ]                |
| 2009 | Garmisch-Partenkirchen | Badenia-Wirtembergia I Pascal Bodmer Kevin Horlacher Christian Ulmer Martin Schmitt  | Turyngia I Jörg Ritzerfeld Julian Musiol Andreas Wank Stephan Hocke                      | Saksonia I Richard Freitag Christoph Hänel Felix Brodauf Erik Simon                         | [ 71 ]                |
| 2010 | Oberhof                | Bawaria I Michael Neumayer Felix Schoft Severin Freund Michael Uhrmann               | Turyngia I Julian Musiol Danny Queck Stephan Hocke Andreas Wank                          | Badenia-Wirtembergia I Maximilian Mechler Niclas Wangler Pascal Bodmer Martin Schmitt       | [ 72 ] [ 73 ]         |
| 2011 | Hinterzarten           | Bawaria I Michael Neumayer Pius Paschke Marinus Kraus Severin Freund                 | Badenia-Wirtembergia I Pascal Bodmer Niclas Wangler Maximilian Mechler Martin Schmitt    | Turyngia I Danny Queck Florian Menz Andreas Wank Stephan Hocke                              | [ 74 ]                |
| 2012 | Klingenthal            | Bawaria I Andreas Wellinger Daniel Wenig Marinus Kraus Karl Geiger                   | Turyngia I Danny Queck Florian Menz Stephan Hocke Andreas Wank                           | Badenia-Wirtembergia I Kevin Horlacher Tobias Löffler Jan Mayländer Martin Schmitt          | [ 75 ]                |
| 2013 | Oberstdorf             | Bawaria I Michael Neumayer Karl Geiger Marinus Kraus Severin Freund                  | Badenia-Wirtembergia I Maximilian Mechler Dominik Mayländer Martin Schmitt Jan Mayländer | Bawaria II Christian Heim Michael Dreher Pius Paschke Markus Eisenbichler                   | [ 76 ] [ 77 ]         |
| 2014 | Hinterzarten           | Bawaria I Andreas Wellinger Karl Geiger Marinus Kraus Severin Freund                 | Bawaria II Markus Eisenbichler Pius Paschke Daniel Wenig Michael Neumayer                | Badenia-Wirtembergia I Dominik Mayländer Niclas Wangler Kevin Horlacher Andreas Wank        | [ 78 ]                |
| 2015 | Garmisch-Partenkirchen | Bawaria I Michael Neumayer Markus Eisenbichler Andreas Wellinger Severin Freund      | Bawaria II Marinus Kraus Pius Paschke Karl Geiger Daniel Wenig                           | Badenia-Wirtembergia I Tim Fuchs Jonathan Siegel Adrian Sell Andreas Wank                   | [ 79 ]                |
| 2016 | Oberhof                | Bawaria I Karl Geiger Marinus Kraus Andreas Wellinger Markus Eisenbichler            | Saksonia I Julian Hahn Johannes Schubert Martin Hamann Richard Freitag                   | Turyngia I Sebastian Bradatsch Justin Lisso Felix Hoffmann Tim Heinrich                     | [ 80 ] [ 81 ]         |
| 2017 | Zawodów nie rozegrano  | Zawodów nie rozegrano                                                                | Zawodów nie rozegrano                                                                    | Zawodów nie rozegrano                                                                       | [ 48 ]                |
| 2018 | Hinterzarten           | Bawaria II Karl Geiger Max Goller Philipp Raimund Markus Eisenbichler                | Bawaria I Pius Paschke Moritz Baer Constantin Schmid Andreas Wellinger                   | Badenia-Wirtembergia I Andreas Wank Dominik Mayländer Luca Roth David Siegel                | [ 82 ] [ 83 ]         |
| 2019 | Klingenthal            | Bawaria I Karl Geiger Moritz Baer Constantin Schmid Markus Eisenbichler              | Badenia-Wirtembergia I Claudio Haas Adrian Sell Tim Fuchs Luca Roth                      | Turyngia Anton Schlütter Justin Lisso Paul Justus Grundmann Felix Hoffmann                  | [ 84 ] [ 85 ]         |
| 2020 | Oberstdorf             | Bawaria I Severin Freund Pius Paschke Karl Geiger Markus Eisenbichler                | Bawaria II Philipp Raimund Andreas Wellinger Constantin Schmid Moritz Baer               | Badenia-Wirtembergia I Luca Roth Tim Fuchs Claudio Haas David Siegel                        | [ 54 ] [ 86 ]         |
| 2021 | Oberhof                | Bawaria I Pius Paschke Philipp Raimund Constantin Schmid Karl Geiger                 | Bawaria II Andreas Wellinger Kilian Märkl Moritz Baer Markus Eisenbichler                | Badenia-Wirtembergia I Luca Roth Adrian Sell Claudio Haas David Siegel                      | [ 87 ] [ 88 ]         |
| 2022 | Hinterzarten           | Bawaria I Karl Geiger Constantin Schmid Markus Eisenbichler Andreas Wellinger        | Bawaria II Simon Steinbeißer Emanuel Schmid Pius Paschke Philipp Raimund                 | Badenia-Wirtembergia I Finn Braun Jannik Faißt Luca Roth David Siegel                       | [ 89 ] [ 90 ]         |
| 2023 | Klingenthal            | Bawaria I Andreas Wellinger Pius Paschke Karl Geiger Philipp Raimund                 | Bawaria II Constantin Schmid Simon Steinbeißer Kaimar Vagul Markus Eisenbichler          | Saksonia Adrian Tittel Felix Frischmann Eric Hoyer Martin Hamann                            | [ 91 ]                |
| 2024 | Garmisch-Partenkirchen | Bawaria I Karl Geiger Philipp Raimund Pius Paschke Andreas Wellinger                 | Bawaria II Constantin Schmid Simon Steinbeißer Emanuel Schmid Markus Eisenbichler        | Saksonia Martin Hamann Felix Frischmann Eric Hoyer Adrian Tittel                            | [ 92 ]                |

## Kobiety, indywidualnie
| Data | Miejsce                | Złoty medal                        | Srebrny medal              | Brązowy medal     | Źr.             |
| ---- | ---------------------- | ---------------------------------- | -------------------------- | ----------------- | --------------- |
| 2000 | Oberstdorf             | Michaela Schmidt                   | Stefanie Krieg             | Heidi Roth        | [ 27 ]          |
| 2001 | Meinerzhagen           | Ann-Kathrin Reger                  | Angelika Kühorn            | Heidi Roth        | [ 93 ]          |
| 2002 | Meinerzhagen           | Ann-Kathrin Reger                  | Stefanie Krieg             | Andrea Temme      | [ 94 ] [ 95 ]   |
| 2003 | Pöhla                  | Ulrike Gräßler                     | Kristin Schmidt            | Angelika Kühorn   | [ 96 ]          |
| 2004 | Meinerzhagen           | Juliane Seyfarth                   | Jenna Mohr                 | Kristin Schmidt   | [ 97 ] [ 98 ]   |
| 2005 | Meinerzhagen           | Melanie Faißt                      | Juliane Seyfarth           | Lisa Rexhäuser    | [ 99 ] [ 100 ]  |
| 2006 | Klingenthal            | Juliane Seyfarth                   | Ulrike Gräßler             | Melanie Faißt     | [ 101 ]         |
| 2007 | Meinerzhagen           | Lisa Rexhäuser                     | Ulrike Gräßler             | Anna Häfele       | [ 102 ]         |
| 2008 | Oberhof                | Magdalena Schnurr                  | Jenna Mohr                 | Juliane Seyfarth  | [ 103 ] [ 104 ] |
| 2009 | Garmisch-Partenkirchen | Ulrike Gräßler                     | Carina Vogt                | Ramona Straub     | [ 105 ]         |
| 2010 | Oberhof                | Anna Rupprecht                     | Ulrike Gräßler             | Melanie Faißt     | [ 37 ]          |
| 2011 | Meinerzhagen           | Anna Häfele                        | Melanie Faißt              | Katharina Althaus | [ 106 ]         |
| 2012 | Hinterzarten           | Svenja Würth                       | Ulrike Gräßler             | Ramona Straub     | [ 107 ]         |
| 2013 | Oberstdorf             | Katharina Althaus                  | Melanie Faißt              | Gianina Ernst     | [ 40 ] [ 108 ]  |
| 2014 | Hinterzarten           | Katharina Althaus                  | Gianina Ernst              | Carina Vogt       | [ 109 ]         |
| 2015 | Oberstdorf             | Juliane Seyfarth                   | Katharina Althaus          | Anna Rupprecht    | [ 110 ]         |
| 2016 | Berchtesgaden          | Anna Rupprecht                     | Carina Vogt                | Katharina Althaus | [ 111 ] [ 112 ] |
| 2017 | Oberstdorf             | Katharina Althaus                  | Svenja Würth               | Juliane Seyfarth  | [ 113 ] [ 114 ] |
| 2018 | Hinterzarten           | Katharina Althaus Juliane Seyfarth | –                          | Gianina Ernst     | [ 50 ] [ 51 ]   |
| 2019 | Klingenthal            | Juliane Seyfarth                   | Katharina Althaus          | Agnes Reisch      | [ 52 ] [ 53 ]   |
| 2020 | Oberstdorf             | Katharina Althaus                  | Juliane Seyfarth           | Agnes Reisch      | [ 115 ] [ 116 ] |
| 2021 | Oberhof                | Katharina Althaus                  | Juliane Seyfarth           | Selina Freitag    | [ 87 ] [ 57 ]   |
| 2022 | Hinterzarten           | Selina Freitag                     | Luisa Görlich Agnes Reisch | –                 | [ 58 ] [ 59 ]   |
| 2023 | Klingenthal            | Selina Freitag                     | Katharina Schmid           | Anna Rupprecht    | [ 60 ] [ 61 ]   |
| 2024 | Garmisch-Partenkirchen | Katharina Schmid                   | Selina Freitag             | Juliane Seyfarth  | [ 62 ]          |

## Kobiety, drużynowo
| Data      | Miejsce                | Złoty medal                                            | Srebrny medal                                      | Brązowy medal                                    | Źr.                   |
| --------- | ---------------------- | ------------------------------------------------------ | -------------------------------------------------- | ------------------------------------------------ | --------------------- |
| 2008      | Oberhof                | Badenia-Wirtembergia I Magdalena Schnurr Melanie Faißt | Badenia-Wirtembergia II Svenja Würth Carina Vogt   | Hesja I Jenna Mohr Anna Häfele                   | [ 117 ]               |
| 2009–2017 | Zawodów nie rozegrano  | Zawodów nie rozegrano                                  | Zawodów nie rozegrano                              | Zawodów nie rozegrano                            | Zawodów nie rozegrano |
| 2018      | Hinterzarten           | Turyngia I Pauline Heßler Juliane Seyfarth             | Bawaria I Gianina Ernst Katharina Althaus          | Badenia-Wirtembergia Ramona Straub Carina Vogt   | [ 82 ] [ 83 ]         |
| 2019      | Zawodów nie rozegrano  | Zawodów nie rozegrano                                  | Zawodów nie rozegrano                              | Zawodów nie rozegrano                            | Zawodów nie rozegrano |
| 2020      | Oberstdorf             | Turyngia I Luisa Görlich Juliane Seyfarth              | Badenia-Wirtembergia I Anna Rupprecht Agnes Reisch | Bawaria I Sophia Maurus Katharina Althaus        | [ 115 ] [ 118 ]       |
| 2021      | Oberhof                | Turyngia I Luisa Görlich Juliane Seyfarth              | Bawaria Amelie Thannheimer Katharina Althaus       | Saksonia I Pia Lilian Kübler Selina Freitag      | [ 87 ] [ 119 ]        |
| 2022      | Hinterzarten           | Badenia-Wirtembergia I Anna Rupprecht Agnes Reisch     | Turyngia Juliane Seyfarth Luisa Görlich            | Saksonia I Lia Böhme Selina Freitag              | [ 89 ] [ 120 ]        |
| 2023      | Klingenthal            | Saksonia I Pia Lilian Kübler Selina Freitag            | Bawaria I Joanna Eberle Katharina Schmid           | Badenia-Wirtembergia Agnes Reisch Anna Rupprecht | [ 91 ]                |
| 2024      | Garmisch-Partenkirchen | Bawaria Emely Torazza Katharina Schmid                 | Turyngia Anna-Fay Scharfenberg Juliane Seyfarth    | Saksonia I Julina Kreibich Selina Freitag        | [ 92 ]                |